# Cuatro Grandes Inventos
Los Cuatro Grandes Inventos (chino simplificado: 四大发明;) son descubrimientos originarios de la antigua China que se celebran en la cultura china por su importancia histórica y como símbolos de su avanzada ciencia y tecnología. Son la brújula, la pólvora, la fabricación de papel y la imprenta.
Estos cuatro inventos tuvieron un profundo impacto en el desarrollo de la civilización en todo el mundo. Sin embargo, algunos eruditos chinos modernos han opinado que otros inventos chinos fueron quizás más sofisticados y tuvieron un mayor impacto en la civilización china; y los Cuatro Grandes Inventos sirven simplemente para destacar la interacción tecnológica entre Oriente y Occidente.

## Evolución
La imprenta, la pólvora y la brújula marina fueron traídas a Europa por los comerciantes árabes durante el Renacimiento y la Reforma. "Los tres grandes inventos" fueron propuestos por primera vez por el filósofo británico Francis Bacon, y posteriormente fueron citados por Walter Henry Medhurst, y después por Karl Marx.
Bacon, un famoso filósofo, político y consejero del rey Jaime I de Inglaterra, escribió:

"Es bueno observar la fuerza, la virtud y la consecuencia de los descubrimientos. En ninguna parte se ven más claro que en aquellos tres que eran desconocidos para los antiguos [los griegos], y cuyo origen, aunque reciente, es oscuro y poco glorioso: la imprenta, la pólvora y el imán. Porque estos tres han cambiado todo el rostro y la etapa de las cosas en todo el mundo, el primero en la literatura, el segundo en la guerra, el tercero en la navegación; de donde han seguido innumerables cambios; de tal manera que ningún imperio, ninguna secta, ninguna estrella, parece haber ejercido mayor poder e influencia en los asuntos humanos que estos tres descubrimientos mecánicos."

Marx realizó el comentario siguiente:

"La pólvora, la brújula y la imprenta son los tres grandes inventos que predicen la llegada de la sociedad burguesa. La pólvora acabó con la clase caballeresca, la brújula abrió el mercado mundial y permitió el establecimiento de colonias, y la imprenta se convirtió en una herramienta del protestantismo. En general, se ha convertido en un medio de renacimiento científico, y ha llegado a ser la palanca más poderosa para crear las condiciones previas necesarias para el desarrollo espiritual."

Así mismo, el sinólogo británico Medhurst señaló que:

"El genio del pueblo chino para las invenciones se ha manifestado en muchos aspectos muy temprano. Los tres inventos chinos (la brújula de navegación, la imprenta y la pólvora) han dado un impulso extraordinario al desarrollo de la civilización europea."

Joseph Edkins, misionero y sinólogo chino, fue el primero en añadir la fabricación de papel a los tres principales inventos mencionados, y al comparar Japón y China, observó que:

"Debemos recordar siempre que ellos (refiriéndose a Japón) no tienen inventos tan notables como la imprenta, la fabricación de papel, la brújula y la pólvora".

### Fabricación de papel

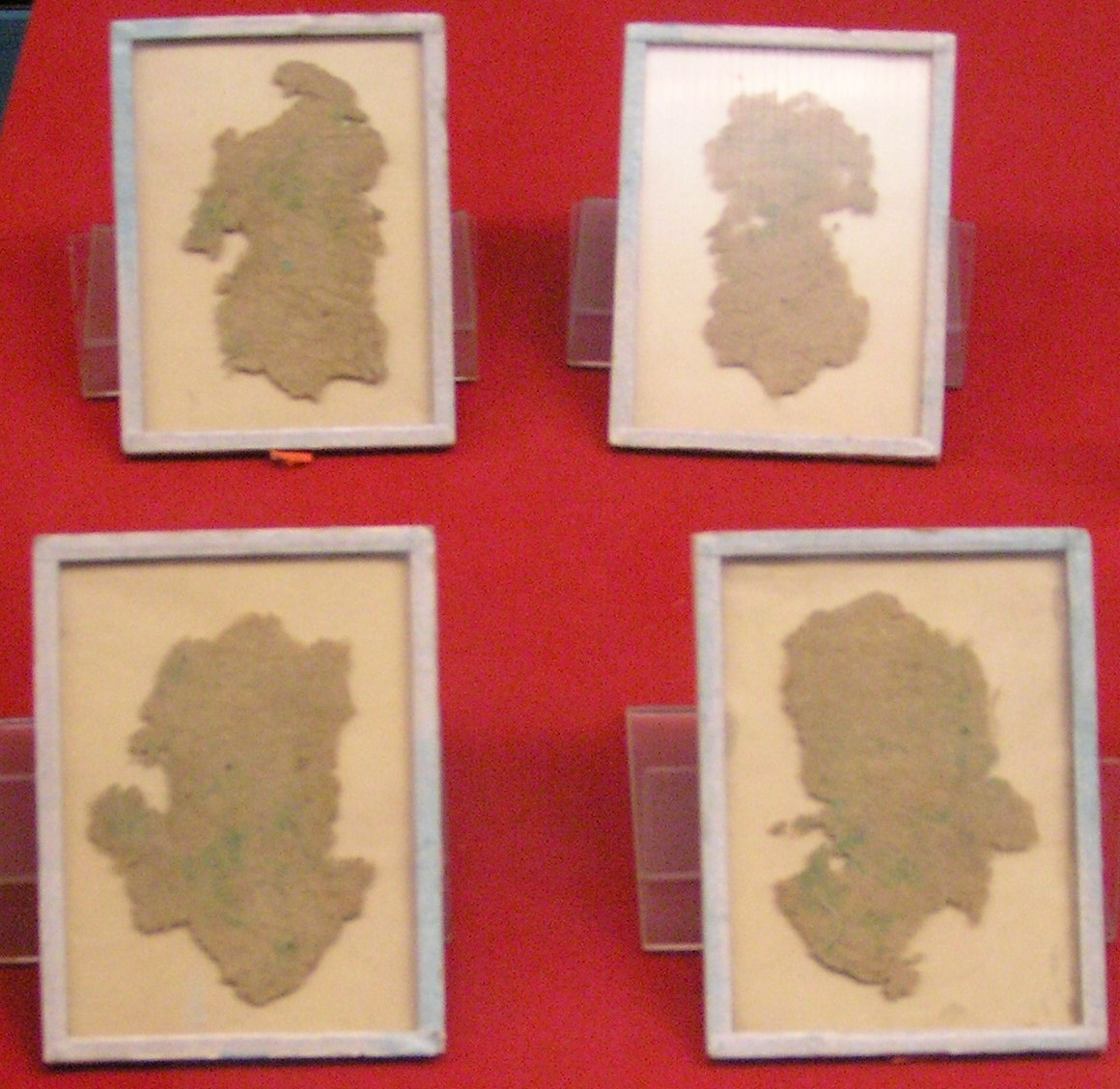
Papel de envoltorio de cáñamo, China, circa 100 a. C.

La fabricación de papel se remonta tradicionalmente a China en torno al año 105 de la era cristiana, cuando Cai Lun, un funcionario de la corte imperial durante la dinastía Han (202 a. C. - 220 d. C.), creó una hoja de papel utilizando madera de morera y otras fibras de líber junto con redes de pesca, trapos viejos y residuos de cáñamo. Sin embargo, se ha reportado un descubrimiento arqueológico desde Gansu, donde se descubrió papel con caracteres chinos que datan del año 8 a. C.
Mientras que el papel utilizado para envolver y acolchar se utilizaba en China desde el siglo II a. C., el papel utilizado como medio de escritura no se generalizó hasta el siglo III. En el siglo VI, en China, las hojas de papel empezaron a utilizarse también como papel higiénico. Durante la dinastía Tang (618-907) el papel se doblaba y se cosía en bolsas cuadradas para conservar el sabor del té. La dinastía Song (960-1279) que le siguió fue el primer gobierno que emitió papel moneda.
Antes de que se inventara el papel, los antiguos caracteres chinos eran tallados en cerámica, huesos de animales y piedras, fundidos en bronce, o se escribían en bambú o en tiras de madera y tela de seda. Estos materiales, sin embargo, eran demasiado pesados o costosos para su uso generalizado. La invención y el uso del papel supusieron una revolución en los materiales de escritura, allanando el camino para la invención de la tecnología de imprenta en los años siguientes.

### Brújula

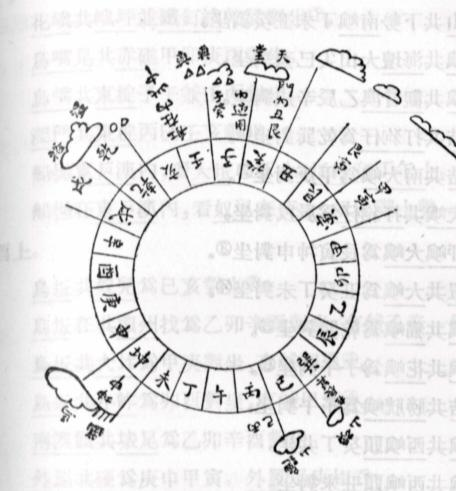
Esquema de un compás marino de la dinastía Ming

La brújula de los Cuatro Grandes Inventos era la primitiva brújula utilizada en la antigua China. Es un tipo de instrumento indicador de dirección, muy empleado en la navegación, la exploración del terreno y en otros campos. En la antigüedad, tuvo una profunda influencia en el comercio, la guerra y el intercambio cultural.
Los orígenes de la brújula se remontan al periodo de los Estados en Guerra (476-221 a. C.), cuando los chinos utilizaban un dispositivo conocido como si nan (司南) para señalar la dirección correcta.
A principios de la dinastía Song, se creó una brújula esférica con una pequeña aguja de acero magnético tras un desarrollo constante. La pequeña aguja tiene un extremo que apunta al sur y el otro al norte. Durante la dinastía Song del Norte (960-1127), la brújula fue llevada al mundo árabe y a Europa.
Antes del descubrimiento de la brújula, la gente se basaba en la interpretación de las posiciones del sol, la luna y las estrellas polares para orientarse en mar abierto o en una zona nueva. Cuando las inclemencias del clima impedían la visión del cielo, se hacía difícil orientarse durante los viajes.
La brújula basada en un trozo de magnetita se utilizaba en China durante la dinastía Han, entre el siglo II a. C. y el siglo I d. C., donde se la llamaba "gobernador del sur" (sīnán 司南). La primera referencia a un dispositivo magnético utilizado para la navegación se encuentra en un libro de la dinastía Song fechado entre 1040 y 1044, donde se describe un "pez que apunta al sur" de hierro que flota en un cuenco de agua y se alinea con el sur. El dispositivo se recomienda como medio de orientación "en la oscuridad de la noche". La primera brújula de aguja magnética suspendida fue escrita por Shen Kuo en su libro de 1088.
Según Needham, los chinos de la dinastía Song y de la continuada dinastía Yuan sí utilizaban una brújula seca.
La brújula seca que se utilizaba en China era una brújula seca de suspensión, un armazón de madera fabricado en forma de tortuga colgado boca abajo por una tabla, con la piedra de la brújula sellada con cera, y si se giraba, la aguja de la cola apuntaba siempre en la dirección cardinal norte. Aunque la brújula europea del siglo XIV con marco de caja y aguja de pivote seco fue adoptada en China después de que los piratas japoneses se apoderaran de su uso en el siglo XVI (que a su vez lo habían aprendido de los europeos), el diseño chino de la brújula seca suspendida persistió en uso hasta bien entrado el siglo XVIII.
Con la creación de la brújula redonda, la gente podía localizar fácilmente una dirección cuando navegaba por grandes océanos y exploraba nuevas zonas, lo que condujo al descubrimiento del Nuevo Mundo y al desarrollo de la navegación de altura con barcos de vela.

### Pólvora

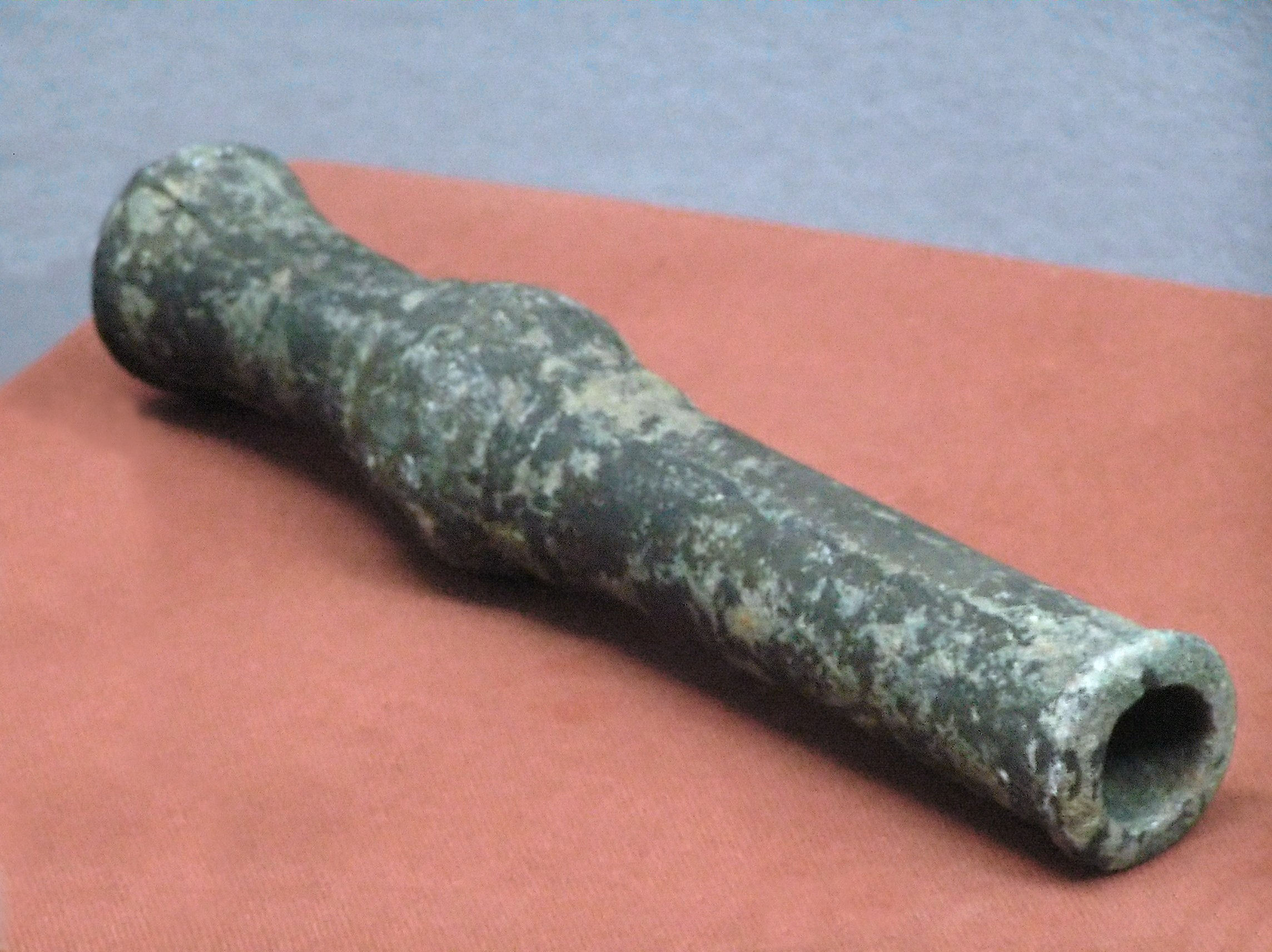
Cañón de mano de la dinastía Yuan, hacia 1300

Originalmente, la pólvora se utilizaba para fabricar fuegos artificiales para festivales y eventos importantes. Más tarde se usó como sustancia explosiva en cañones, flechas de fuego y otras armas militares. Durante las dinastías Song y Yuan (960-1368), la pólvora tuvo una gran demanda debido a las numerosas batallas y al desarrollo de una importante industria.
La pólvora fue inventada en el siglo IX por alquimistas chinos que buscaban un élixir de la inmortalidad. Cuando el tratado de la dinastía Song, Wujing Zongyao (武经总要), fue escrito por Zeng Gongliang y Yang Weide en 1044, las diversas fórmulas chinas para la pólvora tenían niveles de nitrato entre el 27% y el 50%. A finales del siglo XII, las fórmulas chinas de la pólvora tenían un nivel de nitrato capaz de estallar a través de recipientes metálicos de hierro fundido, en forma de las primeras bombas similares a granadas huecas llenas de pólvora.
En 1280, el almacén de bombas del gran arsenal de pólvora de Weiyang se incendió accidentalmente, lo que produjo una explosión tan grande que un equipo de inspectores que acudió al lugar una semana después dedujo que 100 guardias habían muerto en el acto, con vigas y pilares de madera que volaron por los aires y cayeron a una distancia de más de 10 li (~2 mi. o ~3,2 km) de donde se produjo la explosión.
En la época de Hanzo Yu y su Huolongjing (que describe con gran detalle las aplicaciones militares de la pólvora), a mediados del siglo XIV, el potencial explosivo de la pólvora se había perfeccionado, ya que el nivel de nitrato en las fórmulas de la pólvora había aumentado hasta un rango del 12% al 91%, con al menos 6 fórmulas diferentes en uso que se consideran de máximo potencial explosivo para la pólvora. Por aquel entonces, los chinos habían inventado la forma de crear proyectiles explosivos rellenando sus proyectiles huecos con esta pólvora mejorada con nitrato. La aparición de primitivas minas terrestres en la excavación de un tesoro de los primeros tiempos de la dinastía Ming demostró que la pólvora enriquecida estaba presente en China en 1370. Hay pruebas que sugieren que la pólvora granulada (mezclada por vía húmeda) podría haberse utilizado en Asia Oriental ya en el siglo XIII.[27]

### Imprenta
Durante la dinastía Tang se creó la imprenta en China (618-906 d. C.). La primera mención de la imprenta se encuentra en un decreto imperial del emperador Sui Wen-ti del año 593 d. C., que ordena la impresión de imágenes y escrituras budistas.

#### Imprenta en madera
Los bloques de madera se utilizaban en el tipo más antiguo de imprenta china. La imprenta de tejidos y la reproducción de escrituras budistas también se realizaban con estos bloques. Los escritos religiosos cortos se llevaban como amuletos de esta manera.
La invención china de la xilografía, en algún momento anterior al primer libro fechado en el año 868 (el Sutra del Diamante), produjo la primera cultura impresa del mundo. Según A. Hyatt Mayor, conservador del Museo Metropolitano de Arte, "fueron los chinos quienes realmente inventaron el medio de comunicación que iba a dominar hasta nuestra época". La impresión en madera se adaptaba mejor a los caracteres chinos que los tipos móviles, que también inventaron los chinos, pero que no sustituyeron a la imprenta en madera. Las imprentas occidentales, aunque se introdujeron en el siglo XVI, no se utilizaron ampliamente en China hasta el siglo XIX. China, junto con Corea, fue uno de los últimos países en adoptarlas.

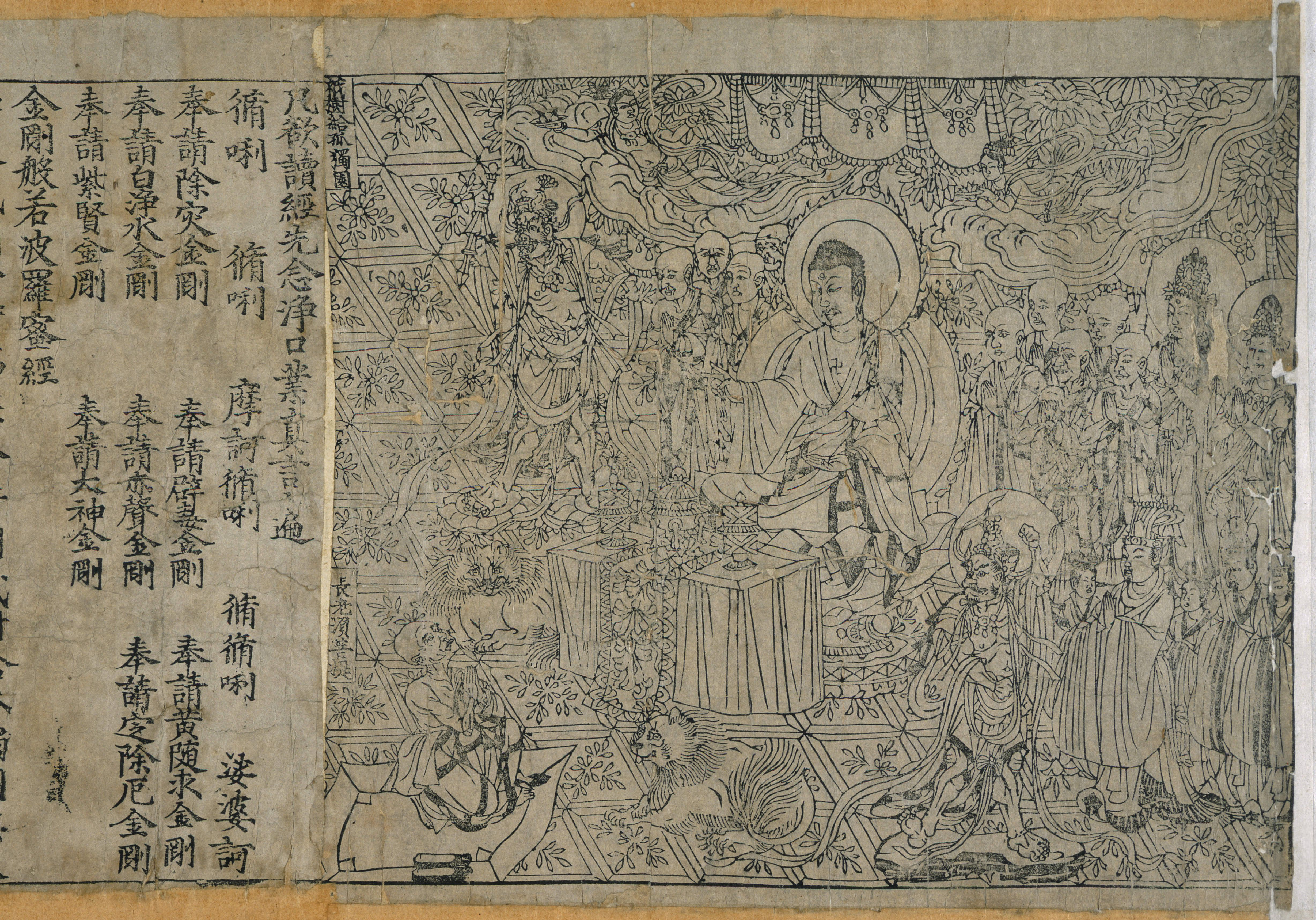
Portada intrincada del Sutra del Diamante de la Dinastía Tang, año 868 (Museo Británico)

Por otro lado, la imprenta en madera para textiles precedió durante siglos a la imprenta de textos en todas las culturas, y se encuentra por primera vez en China alrededor del año 220. Llegó a Europa en el siglo XIV o antes, a través del mundo islámico, y hacia el año 1400 ya se utilizaba en papel para realizar grabados antiguos y naipes.

#### Imprenta de tipos móviles
La imprenta en el norte de China avanzó aún más en el siglo XI, ya que el científico y estadista de la dinastía Song Shen Kuo (1031-1095) escribió que el artesano común Bi Sheng (990-1051) inventó la imprenta con tipos móviles de cerámica. Luego hubo quienes, como Wang Zhen (fl. 1290-1333), inventaron respectivamente la imprenta con tipos de madera, que más tarde influyó en el desarrollo de la imprenta con tipos móviles de metal en Corea (1372-1377). La imprenta con tipos móviles era un proceso tedioso si se trataba de ensamblar miles de caracteres individuales para la imprenta de uno o pocos libros, pero si se utilizaba para imprimir miles de libros, el proceso era lo suficientemente eficiente y rápido como para tener éxito y ser muy empleado. De hecho, hubo muchas ciudades de China en las que la imprenta con tipos móviles, en madera y metal, fue adoptada por las empresas de las familias locales ricas o las grandes industrias privadas. La corte de la dinastía Qing patrocinó enormes proyectos de imprenta con tipos móviles de madera durante el siglo XVIII. Aunque ha sido sustituida por las técnicas de imprenta occidentales, la imprenta con tipos móviles en madera sigue utilizándose en comunidades aisladas de China.

## Análisis
Aunque la cultura china está repleta de listas de obras o logros significativos (por ejemplo, las Cuatro Grandes Bellezas, las Cuatro Grandes Novelas Clásicas, los Cuatro Libros y los Cinco Clásicos, etc.), el concepto de los Cuatro Grandes Inventos procede de Occidente y es una adaptación del lugar común intelectual y retórico europeo de los Tres Grandes (o, más propiamente, Grandísimos) Inventos. Este lugar común se extendió rápidamente por toda Europa en el siglo XVI y hasta los tiempos modernos los sinólogos y los eruditos chinos no se apropiaron de la idea. El origen de los Tres Grandes Inventos -la imprenta, las armas de fuego y la brújula- se atribuyó originalmente a Europa, y concretamente a Alemania en el caso de la imprenta y las armas de fuego. Estos inventos eran una insignia de honor para los europeos modernos, que proclamaban que no había nada que los igualara entre los antiguos griegos y romanos. Después de que los informes de los marineros portugueses y los misioneros españoles empezaran a filtrarse a Europa a partir de la década de 1530, se impuso la idea de que estos inventos habían existido durante siglos en China. En 1620, cuando Francis Bacon escribió en su Instauratio magna que "la imprenta, la pólvora y la brújula náutica... han alterado la faz y el estado del mundo: primero, en materia literaria; segundo, en la guerra; tercero, en la navegación", no era una idea original para la mayoría de los europeos cultos.
En el siglo XIX, Karl Marx comentó la importancia de la pólvora, la brújula y la imprenta: "La pólvora, la brújula y la imprenta fueron los tres grandes inventos que inauguraron la sociedad burguesa. La pólvora acabó con la clase caballeresca, la brújula descubrió el mercado mundial y fundó las colonias, y la imprenta fue el instrumento del protestantismo y de la regeneración de la ciencia en general; la palanca más poderosa para crear los requisitos intelectuales básicos".
Los escritores y estudiosos occidentales a partir del siglo XIX solían atribuir estos inventos a China. El misionero y sinólogo Joseph Edkins (1823-1905), al comparar China con Japón, observó que, a pesar de todas las virtudes de este país, no había realizado inventos tan importantes como la fabricación de papel, la imprenta, la brújula y la pólvora. Las notas de Edkins sobre estos inventos se mencionaron en una reseña de 1859 en la revista Athenaeum, en la que se comparaba la ciencia y la tecnología contemporáneas de China y Japón. Otros ejemplos son, en la New Universal Cyclopædia de Johnson: A Scientific and Popular Treasury of Useful Knowledge en 1880, The Chautauquan en 1887, y por el sinólogo Berthold Laufer en 1915. Sin embargo, ninguno de ellos se refería a cuatro inventos ni los calificaba como "grandes".
En el siglo XX, esta lista fue popularizada y aumentada por el notable bioquímico, historiador y sinólogo británico Joseph Needham, que dedicó la última parte de su vida a estudiar la ciencia y la civilización de la antigua China.
Recientemente, los estudiosos han cuestionado la importancia otorgada a los inventos del papel, la imprenta, la pólvora y la brújula. Los estudiosos chinos, en particular, se preguntan si se da demasiada importancia a estos inventos, por encima de otros inventos chinos significativos. Han señalado que otros inventos chinos fueron quizás más sofisticados y tuvieron un mayor impacto dentro de China.
En el capítulo "¿Son los cuatro principales inventos los más importantes?" de su libro Ancient Chinese Inventions, el historiador chino Deng Yinke escribe:

Los cuatro inventos no resumen necesariamente los logros de la ciencia y la tecnología en la antigua China. Los cuatro inventos fueron considerados como los logros chinos más importantes en ciencia y tecnología, simplemente porque tenían una posición destacada en los intercambios entre Oriente y Occidente y actuaron como una dinámica poderosa en el desarrollo del capitalismo en Europa. De hecho, los chinos antiguos obtuvieron mucho más que los cuatro inventos principales: en agricultura, metalurgia del hierro y del cobre, explotación de carbón y petróleo, maquinaria, medicina, astronomía, matemáticas, porcelana, seda y elaboración de vino. Los numerosos inventos y descubrimientos hicieron avanzar enormemente las fuerzas productivas y la vida social de China. Muchos son al menos tan importantes como los cuatro inventos, y algunos son incluso mayores que los cuatro.

## Influencia cultural

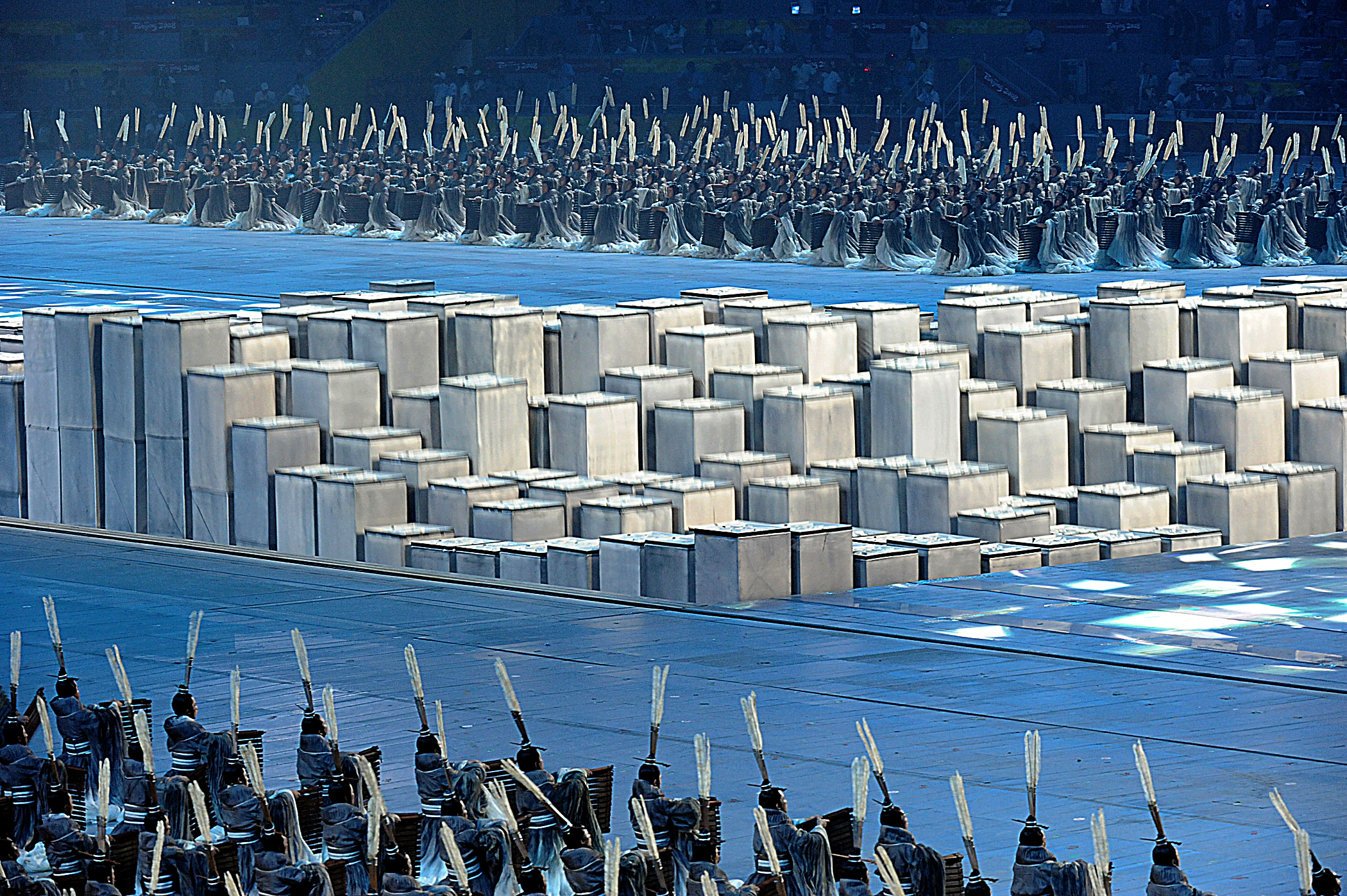
Cajas que danzan representando tipos móviles de imprenta en la ceremonia de apertura de los Juegos Olímpicos de Pekín 2008

En 2005, el servicio postal de Hong Kong creó una emisión especial de sellos con los Cuatro Grandes Inventos. La serie de sellos se emitió por primera vez el 18 de agosto de 2005 durante una ceremonia en la que se selló un sobre de primer día ampliado. Allan Chiang (Director General de Correos) y el profesor Chu Ching-wu (Presidente de la Universidad de Ciencia y Tecnología de Hong Kong) marcaron la emisión de los sellos especiales sellando personalmente el sobre del primer día.
Los cuatro grandes inventos fueron uno de los temas principales de la ceremonia de apertura de los Juegos Olímpicos de Verano de Pekín 2008. La fabricación de papel se representó con una danza y un dibujo a tinta sobre un enorme papel, la imprenta con un conjunto de bloques de imprenta danzantes, una réplica de una brújula antigua y la pólvora con extensas exhibiciones de fuegos artificiales durante la ceremonia. Una encuesta realizada por el Centro de Datos Sociales y Encuestas de Opinión Pública de Pekín reveló que los habitantes de la ciudad consideraron que el programa sobre los Cuatro Grandes Inventos fue la parte más emotiva de la ceremonia de apertura.[46]

## Otras Invenciones Importantes
Se produjeron otras innovaciones importantes, pero no se incluyen entre las cuatro primeras. La seda y la porcelana fueron las más importantes para el beneficio mundial y el crecimiento de la economía de los distintos imperios.
Eran artículos comerciales valiosos que se intercambiaban a lo largo de las rutas de la seda, y cuando se comprendieron los procesos para producirlos en Europa y el mundo islámico, crecieron grandes negocios en ambos ámbitos.